# Walter Fernández Balufo
Walter Fernández Balufo (Caldas de Montbui, 14 de agosto de 1989), más conocido como Walter es un jugador de fútbol español. Se desempeña como centrocampista y su actual equipo es el UE.MOLLET de España.

## Trayectoria
Se formó en las categorías inferiores del Español para después pasar a integrar las del Barcelona. Concluida su etapa como juvenil, en 2008 se fue cedido hasta enero al Sporting Mahonés, y desde entonces hasta junio al Antequera CF. El Nàstic se fijó en él y lo incorporó para jugar con el filial, en Tercera División.
Sin embargo, las actuaciones del extremo en pretemporada con la primera plantilla no pasaron desapercibidas para César Ferrando. Walter enseguida le tomó la delantera a Vicente, un interior zurdo fichado del Granada este verano para reforzar la banda izquierda.
En el verano de 2011 ficha por el Videoton FC húngaro.
Es en este club donde Walter, juega por primera vez competición Europea. En su primer año en el club Húngaro, juega la penúltima ronda de la previa de Europa Champion League, siendo eliminados por SK Sturm Graz Austriaco. En su segundo año en el Videoton es donde juega otra vez la previa de competición Europea, pero esta vez la Europa League, consiguiendo llegar hasta la última ronda eliminado al equipo turco Trabzonsport y pasar a la fase de grupos.
En enero de 2013 abandonará el Videoton FC ( con 11 partidos en el campeonato húngaro disputados la temporada 2012-2013) para incorporarse, hasta junio de 2015 con el KSC Lokeren, segundo clasificado de la Liga belga.
En la siguiente temporada se marcha cedido por un año al FC Petrolul Ploiesti Rumano, último campeón de la copa de Rumania y tercer clasificado de la temporada anterior 2012-2013. 
Después de un año en la liga Rumana, vuelve de su cesión, otra vez al KSC Lokeren y en diciembre de 2014 llega a un acuerdo con para rescindir el contrato, para firmar un nuevo contrato con el Skoda Xanthi Griego, donde jugara hasta final de temporada.
En agosto de 2016, L'Hospi refuerza la delantera con la incorporación del vallesano , que vuelve a Catalunña después de cinco años por Europa. Walter Fernández, que el año anterior jugó en Grecia en las filas del Panthrakikos.

## Clubes
| Club                          | País    | Año       |
| ----------------------------- | ------- | --------- |
| Sporting Mahonés              | España  | 2008-2009 |
| Antequera CF                  | España  | 2008-2009 |
| Nàstic de Tarragona           | España  | 2009-2011 |
| Videoton FC                   | Hungría | 2011-2012 |
| KSC Lokeren                   | Bélgica | 2013-2014 |
| FC Petrolul Ploiesti (cedido) | Rumania | 2013–2014 |
| Skoda Xanthi                  | Grecia  | 2015      |
| Panthrakikos FC               | Grecia  | 2015-2016 |
| Centre d'Esports L'Hospitalet | España  | 2016      |
| Extremadura UD                | España  | 2017      |
| Unió Esportiva Sant Julià     | Andorra | 2017-2019 |
| CE Manresa                    | España  | 2019-     |